# Федьківка
Федьківка —  селище в Україні, в Тульчинському районі Вінницької області. Входить до складу Тульчинської міської громади. Розташоване за 4 км від с. Клебань. Населення становить 34 особи.

## Історія
На початку другої половини XVIII ст. на місці нинішньої Федьківки було село Примишля, що належало дрібному поміщику Славушевському або Слабошевському. Оточене з усіх сторін володіннями Потоцьких, воно заважало господарським планам останніх, а ще, мабуть, більше било по їх самолюбству. На всі пропозиції діда Мечислава Потоцького продати чи поміняти це помістя Славушевський не згоджувався. Тоді Потоцький запросив Славушевського до себе на бал, а сам дав таємне розпорядження, щоб в цей час Примишля була повністю зруйнована, жителі її переведені в навколишні села, земля зрівняна, зорана і засіяна. Славушевський був затриманий на бенкеті і всі розпорядження Потоцького були точно виконані. Повертаючись вночі з Тульчина Славушевський довго шукав свою Примишлю, поки не розвиднілось. На світанку побачив, що від його Примишлі залишилось лише три окопи. Заведений Славушевським по цьому насиллю судовий процяс тягнувся до кінця існування Речі Посполитої. Пізніше на місці Примишлі оселився мельник Федько, звідки і пішла назва Федьківка.
7 (20) листопада 1917 року, відповідно до Третього Універсалу Української Центральної Ради, увійшло до складу Української Народної Республіки.
12 червня 2020 року, відповідно до Розпорядження Кабінету Міністрів України від  № 707-р «Про визначення адміністративних центрів та затвердження територій територіальних громад Вінницької області», увійшло до складу Тульчинської міської громади.
19 липня 2020 року, в результаті адміністративно-територіальної реформи та ліквідації Тульчинського району, селище увійшло до складу новоутвореного Тульчинського району.

## Пам'ятки
- У долині р. Сільниця в напрямку села Клебань знаходиться ландшафтний заказник місцевого значення Урочище Федьківське.